# 秘密の工房
「秘密の工房」(The Forge of Fury)はダンジョンズ&ドラゴンズ第3版ロールプレイングゲーム用のアドベンチャーである。

## プロット要約
秘密の工房は「カンドルーカー要塞」を舞台にしたダンジョン探索の冒険である。偉大なドワーフの鍛冶師である「黒のダーゲティン」は、200年前に彼の一族がオークとトロールの大群によって故郷から追い立てられた際、巨大な洞窟網の内に秘密の要塞を創設した。オークたちは100年前にダーゲティンの一族の者を捕らえたときにカンドルーカーの場所を発見し、大軍を挙げると要塞を襲撃してドワーフたちを殺し、その5つの階層はゴブリン、オーク、他の怪物の住み着く遺跡へと荒れ果てた。ダーゲティンが怒りで鍛造した超常的な剣の伝説を聞きつけ、プレイヤーキャラクターたちはカンドルーカーの遺跡を訪れこれらの武器を探索する。

## 出版履歴
本は2000年に出版され、著者は Richard Baker、カバーアートはen:Todd Lockwood、本文アートはen:Dennis Cramerである。2003年には日本語版が出版された。
2017年に出版された第5版用のシナリオ集、『テイルズ・フロム・ザ・ヨーイング・ポータル』に、第5版用に修正された上で収録された。2018年に発行されたその日本語版、『大口亭綺譚』に収録された。

## 評判
The Forge of Furyはダンジョン 誌で2004年（D&D30周年記念）に全ての偉大なD&Dアドベンチャーの中で12番目にランクインした。
Dungeon Master for DummiesはThe Forge of Furyを第3版アドベンチャーのベスト10のひとつに挙げた。